# Арахноид
Арахноид (од лат. Arachnida) је термин којим се у планетарној геологији означавају морфоструктуре великих димензија, за сада непознатог тачног порекла, које се налазе на површини планете Венере. 
Име су добили на основу свиг физичког изгледа који умногоме подсећа на паукову мрежу. Арахноид је систем концентричних заобљених гребенастих узвишења окружених сложеном мрежом фрактура. Димензије ових облика могу да прелазе и преко 200 километара. На површини Венере за сада је регистровано око тридесетак оваквих формација. Иако се претпоставља да су вулканског порекла, нису искључене ни друге теорије о генези ових рељефних структура. 